# Puigcerdà
Puigcerdà (in spagnolo: Puigcerdá) è un comune catalano di 9.022 abitanti situato nella comunità autonoma della Catalogna.
Capoluogo dell'antica comarca della Cerdagna, è un'antica città fortificata a 1.202 metri di altitudine nella piana del Segre nei Pirenei. È oggi una località di villeggiatura estiva e di sport invernali a pochi chilometri del confine con la Francia.

## Storia
La sua fondazione con il nome di Podium Ceretanum ("Poggio dei cerri") risale al 1177 ad opera di Alfonso II d'Aragona, conte di Barcellona, e nel 1178 rimpiazzò Hix, località oggi francese, come capitale della comarca.
La maggiore prosperità la ebbe tra il XIV secolo e gli inizi del XV fino a quando nel 1428 fu colpita da un gravissimo terremoto che la distrusse quasi totalmente e costrinse a un lungo lavoro di ricostruzione. La sua condizione di città di confine determinò inevitabilmente il suo coinvolgimento nelle lotte fra stati confinanti che si verificarono anche in età moderna, nel 1793, quando i francesi distrussero o causarono danni a diversi edifici. Una nuova epoca di relativa prosperità le fu data a partire dalla prima metà del secolo scorso dall'espansione del turismo culturale e sportivo, che ancora oggi rappresenta la sua maggior risorsa economica assieme a quella dell'agricoltura montana.

## Monumenti e luoghi d'interesse
Centro della vita cittadina è la plaça Cabrinetty, già plaça Mayor, contornata da costruzioni gentilizie rinascimentali con portici. Dei monumenti antichi restano: la chiesa di Sant Andreu Vilallobent, romanica del X secolo, successivamente modificata e restaurata, San Tomàs Ventajola, chiesa dell'XI secolo, l'antic hospital del 1190 romanico-gotico molto rimaneggiato, il campanar de Santa Maria, emblema della città, la chiesa di cui era il campanile fu abbattuta nel 1936 a colpi di piccone. Poggia su un basamento antico e la parte superiore gotica risale al 1737-1776. Altri monumenti sono: il convent de San Domenec fondato nel 1291 e terminato nel XV secolo, fu utilizzato come caserma, come scuola e oggi è sede della biblioteca e dell'archivio regionale, dell'antica costruzione resta il chiostro. La chiesa di Nostra Senyora de Gracia fu fondata nel 1482 e, distrutta dai francesi nel 1793, è stata poi ricostruita. Il parco contiene lo stagno di Puigcerdà o lago Schierbeck legato al nome del console danese a Barcellona German Schierbeck (1842–1912) che qui comprò una proprietà e diede impulso ad un'industria agroforestale e offrì dei terreni per realizzare le sue idee urbanistiche, fra questi terreni ci sono il lago e il parco.